# Młodość (Kraków)
Młodość – akademicki miesięcznik wydawany w Krakowie, założony w 100 rocznicę urodzin Adama Mickiewicza, tj. w roku 1898. Pismo ukazywało się do 1900 roku.
Na łamach ukazywały się artykuły z zakresu historii literatury, a także utwory poetyckie, dramaty, recenzje, rozprawy i kronika życia akademickiego. Wśród autorów byli m.in.: Bolesław Limanowski, Tadeusz Miciński, Władysław Orkan, Stanisław Przybyszewski i Wasyl Stefanyk. Ilustracje wykonywali Xawery Dunikowski, Antoni Procajłowicz, Stanisław Witkiewicz, Wojciech Weiss i Leon Wyczółkowski.